# سکیوریتاس آگ
سکیوریتاس آگ (انگلیسی: Securitas AG) شرکت خدمات امنیتی سوئیسی است، که در سال ۱۹۰۷ تأسیس شد.